# Mount Corbató
Mount Corbató ist ein 1730 m hoher Berg in der antarktischen Ross Dependency. An der sich dem Ross-Schelfeis nach Süden anschließenden Amundsen-Küste ragt er 7 km östlich des Mount Fairweather in den Duncan Mountains auf.
Geologen der Ohio State University erkundeten ihn am 13. Januar 1975 im Rahmen des United States Antarctic Research Program. Das Advisory Committee on Antarctic Names benannte ihn nach Charles E. Corbató, der dieser Gruppe angehörte.